# Zenia Stampe
Zenia Stampe, née le 30 mars 1979 à Roskilde (Danemark), est une femme politique danoise, membre du Radikale Venstre, parti social-libéral danois.

## Biographie
Zenia Stampe est diplômée en sciences politiques à l'université de Copenhague en 2009. Après ses études, elle devient consultante pour la commune de Copenhague, puis administratrice à l'autorité danoise du commerce et de la construction.
Engagée au sein de Radikale Venstre, elle dirige la branche de jeunesse du parti de 2003 à 2006. En 2008, elle devient vice-présidente du mouvement. Elle s'attire des critiques dans ce rôle en raison de sa forte visibilité médiatique, mais parvient tout de même à être reconduite lors d'un congrès du parti en 2010.
Elle est élue députée au Folketing pour la première fois lors des élections législatives de septembre 2011. Elle est ensuite réélue en 2015, 2019 et 2022,,.
Le 7 octobre 2020, après que Morten Østergaard ait démissionné de son poste de leader de Radikale Venstre, elle soutient la candidature victorieuse de Sofie Carsten Nielsen lors du vote du groupe parlementaire pour élire son successeur.